# Estação Olímpica de Engenho de Dentro
Estação Olímpica de Engenho de Dentro, também conhecida como Estação de Engenho de Dentro, é uma estação de trem da Zona Norte do Rio de Janeiro. É a estação que atende ao Estádio Olímpico Nilton Santos.

## História

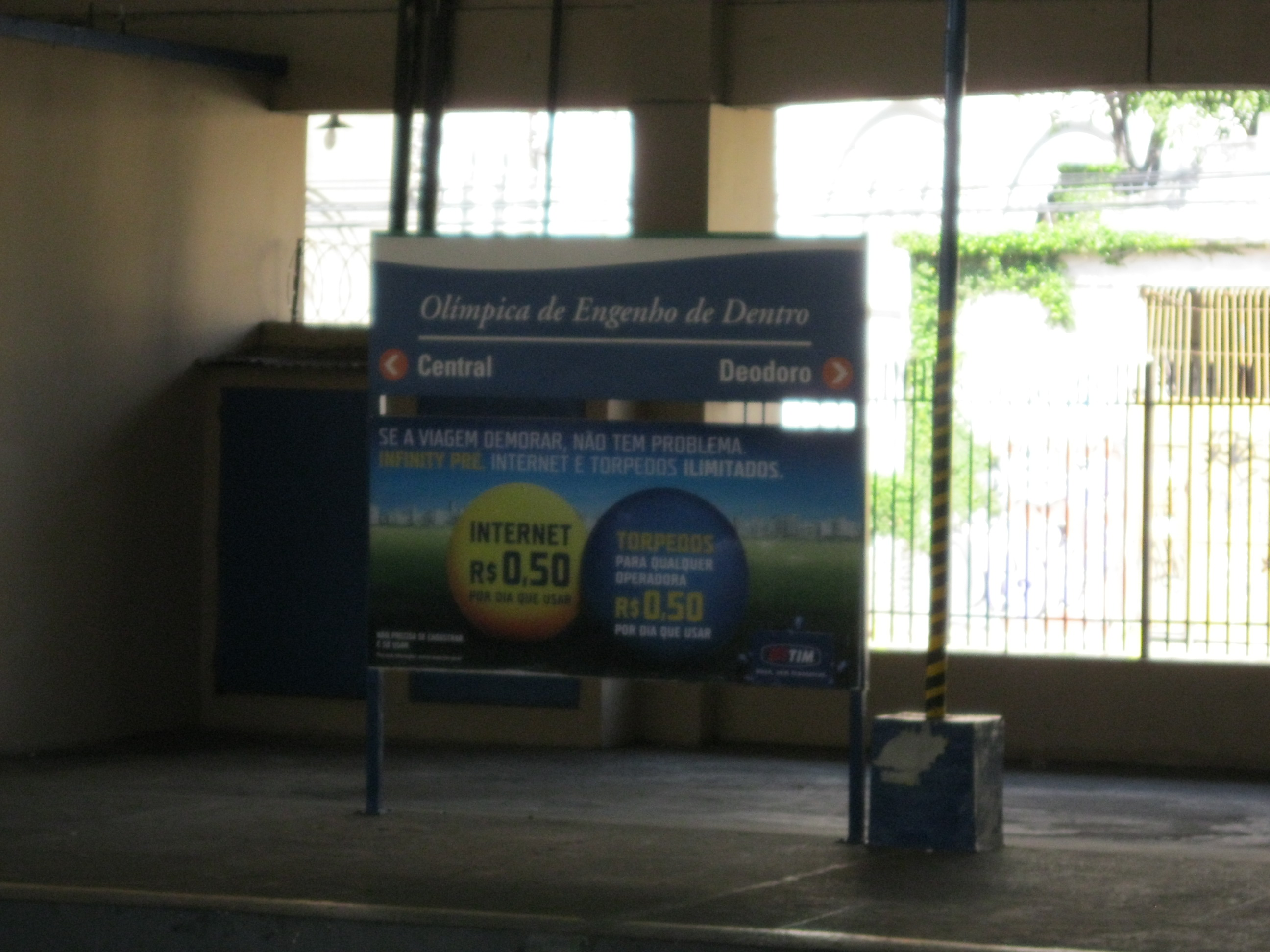
Estação Olímpica de Engenho de Dentro

Foi inaugurada em 1873. No local se localizavam as oficinas da Central (depois RFFSA). Também está localizado nas cercanias o museu da Rede Ferroviária Federal, no qual se encontra a mais antiga locomotiva do Brasil, a Baroneza, que inaugurou a linha de Guia de Pacobaíba, em 1854.
O terreno da estação também abrigava as oficinas da Central do Brasil. Muitas foram demolidas para a construção do Estádio Olímpico para o Jogos Pan-Americanos de 2007. Sobraram dois ou três armazéns que ainda abrigam o museu da ferrovia, espremidos ao lado do estádio.
A estação sofreu uma grande reforma para os Jogos Pan-Americanos de 2007, contando inclusive com escadas rolantes. Desde então, se intitula Estação Olímpica do Engenho de Dentro. Em 24 de março de 2015, foi anunciada, pela Supervia, a expansão e reforma da estação visando às Olimpíadas do Rio 2016. O projeto consta com mais um mezanino, elevadores e áreas adaptadas para deficientes físicos. A conclusão está prevista para abril de 2016.

## Na cultura popular
A estação de trens foi homenageada pelo cantor Jorge Ben Jor através da canção Engenho de Dentro, terceira faixa do álbum 23, lançado em 1993.
| “                                              | ...Engenho de Dentro Quem não saltar agora Só em Realengo... | ” |
| — Trecho do refrão da canção Engenho de Dentro |                                                              |   |

## Plataformas
| 1 |

|  | ↑ a ↑ |

| 2 |

|  | ↓ b ↓ |

| 3 |

|  | ↑ c ↑ |

|  | ↓ d ↓ |

| 4 |

|  | ↕ e ↕ |

| 5 |

| 1 |

|  | ↑ a ↑ |

| 2 |

|  | ↓ b ↓ |

| 3 |

|  | ↑ c ↑ |

|  | ↓ d ↓ |

| 4 |

|  | ↕ e ↕ |

| 5 |

| 1 |

|  | ↑ a ↑ |

| 2 |

|  | ↓ b ↓ |

| 3 |

|  | ↑ c ↑ |

|  | ↓ d ↓ |

| 4 |

|  | ↕ e ↕ |

| 5 |

| 1 |

|  | ↑ a ↑ |

| 2 |

|  | ↓ b ↓ |

| 3 |

|  | ↑ c ↑ |

|  | ↓ d ↓ |

| 4 |

|  | ↕ e ↕ |

| 5 |